# القناص القطرية

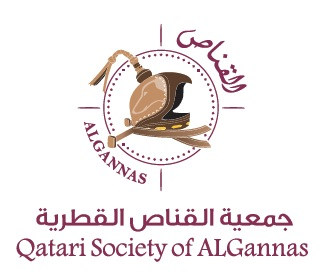
شعار جمعية القناص القطرية

جمعية القناص القطرية هي جمعية ثقافية مختصة برياضة الصيد بالصقور (الصقارة) وبشؤون القنص والقناصين، وتعمل على دعم الصيد العربي التقليدي من خلال مساندة القناصين وإدارة أعمالهم، إضافة إلى تنظيم فعاليات متنوعة حول الصيد، وتمثيل الصقارين العرب في المسابقات الإقليمية والعالمية.

## دور الجمعية

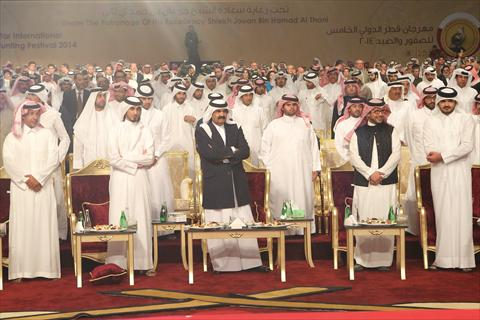
الأمير الوالد في مقدمة الحاضرين في مهرجان قطر الدولي للصقور والصيد

تعتبر الجمعية وجهة ثقافية وسياحية معبرة عن الهوية القطرية. وتستضيف الجمعية مسؤولين رفيعي المستوى على الصعيد المحلي والإقليمي والدولي. فعلى المستوى المحلي، تنظم الجمعية مهرجان قطر الدولي للصيد والصقور تحت رعاية الشيخ/ جوعان بن حمد آل ثاني، ويحضر المهرجان أمير دولة قطر الشيخ/ تميم بن حمد آل ثاني والأمير الوالد الشيخ/ حمد بن خليفة آل ثاني، والشيخ جاسم بن حمد آل ثاني الممثل الشخصي لأمير دولة قطر.
وقد زار الجمعية بان كي مون الأمين العام للأمم المتحدة، وأشاد بدورها في الحفاظ على تراث الصقارة، وزار الجمعية رئيس الوزراء الروماني فيكتور بونتا، كما
استقبلت الجمعية وفودا محلية ودولية من ضمنها وفد سفينة السلام الياباني المكون من 200 فرد الذي أطلع على رياضة الصقارة العربية، سبقه شرح مفصل باللغة اليابانية.

## اعتراف اليونسكو بالصقارة كتراث لامادي للبشرية
تعتبر جمعية القناص القطرية على رأس المؤسسات التي خاطبت منظمة اليونسكو لاعتبار الصقارة تراثاً لامادي للإنسانية عام 2010، وهي من المؤسسات المعتمدة من قبل اليونسكو للعناية بهذا التراث.

## الحفاظ على الصقور
دعمت جمعية القناص القطرية صياغة مذكرة تفاهم للحفاظ على الطيور المهاجرة في آسيا، أوروبا وأفريقيا، لا سيما المهدد منها مثل الصقر الحر. وتنص المذكرة على بناء شبكة تضم الصقارين، والبيطريين، والصائدين والباحثين لبتادل المعلومات والخبرات ووضع الأنظمة والآليات لتنظيم الصقارة وتقرير أفضل السبل لرعاية الصقور. وقد شاركت المنظمات العالمية مثل Raptors, IAF, BirdLife و IUCN في صياغة المذكرة.

## نشاطات الجمعية
منذ تأسيسها، نظمت الجمعية العديد من الفعاليات السنوية أهمها مهرجان قطر الدولي لصقور والصيد، وبطولة القناص التنشيطية، وبطولة إصفري قطر للصقور، ومعزاب القناص الصغير، والبطولة الدولية لهدد السلوقي.
وعلى الصعيد العلمي، تقيم الجمعية مؤتمر قطر الدولي لبيطرة الصقور بالتعاون مع منظمة الصقارة العالمية، ويحضر المؤتمر دكاترة وأطباء وعلماء ومتخصصون وطلاب للاطلاع على آخر التطورات العلمية والطبية في مجال بيطرة الصقور. 

### مهرجان قطر الدولي للصقور والصيد
يعد مهرجان قطر الدولي للصقور والصيد، من أكبر المهرجانات المتخصصة في مجال الصقور والصيد في المنطقة، حيث تميز في نسخه السابقة بالدعم اللامحدود وبقوة المنافسة وبالحضور الجماهيري الكبير من مختلف الدول، فقد حظي المهرجان بمشاركة واسعة النطاق تتجاوز الآلاف من قبل الصقارين في دول مجلس التعاون. ويتجاوز إجمالي جوائز المهرجان أكثر من مليون دولار سنوياً، مما يجعله على رأس المهرجانات المتخصصة بالصقارة والصقور على مستوى العالم.

### مؤتمر قطر الدولي لبيطرة الصقور
تنظم الجمعية مؤتمراً دولياً متخصصاً في بيطرة الصقور. وشارك في النسخة الأولى عام 2014 من المؤتمر أكثر من 120 طالبًا وطبيبًا بيطريًا وعالمًا وباحثًا من جميع أنحاء العالم لهذا المؤتمر الوحيد من نوعه في العالم والشامل ووجود أشهر المستشارين في طب بيطرة الجوارح.

### استضافة مؤتمرات دولية
بالإضافة إلى المؤتمرات التي تنظمها وترعاها جمعية القناص، فإنها استضافت اجتماع المنظمة العالمية للصقارة IAF، وهو الأول من نوعه في المنقطة العربية، حيث دُعي إلى الاجتماع مئات الضيوف من مختلف دول العالم. وتبادلت الوفود الخبرات والمعلومات عن استعمال الأنواع المختلفة للجوارح في الصيد. كما استضافت الجمعية اجتماع الاتحاد الآسيوي الأفريقي للصقارة (AAFF).

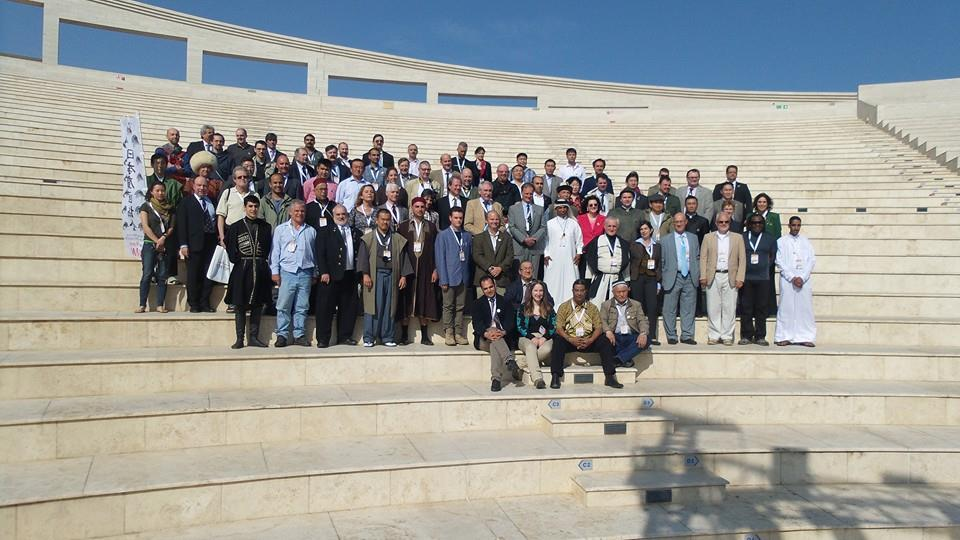
وفود اجتماع منظمة الصقارة العالمية في مدرج كتارا

### المشاركات العربية
شاركت الجمعية في كثير من المهرجانات العربية، كممثل للصقارة العربية. فللجمعية حضور مستمر في مهرجان العرائش التقليدي الذي يقام في المملكة المغربية سنوياً. كما تشارك الجمعية سنويا في معرض أبو ظبي للصيد والفروسية.

### المشاركات المدرسية

زيارة مدرسية لمبنى جمعية القناص

تستقبل جمعية القناص القطرية سنوياً عشرات الرحلات المدرسية من مختلف الأعمار. وتشمل الجولات المدرسية على تعريف الطلبة بأهمية الصقور والصقارة من ناحية مادية ومعنوية، كما تشارك الجمعية في العديد من الفعاليات المدرسية بعروض تدريب وصيد حية.

### بطولة القناص التنشيطية
تنظم جمعية القناص القطرية بطولة تنشيطية للصقور للتشجيع على تدريب الصقور وتأهيلها والمحافظة على لياقة الطير بعد مدة المقيض، والاستعداد لموسم الصيد والقنص.

### بطولة إصفري قطر للصقور
هي بطولة تنظمها جميعة القناص القطرية في بداية انطلاق موسم الصيد، لتشجيع الصقارين والاستعداد لموسم طويل من منافسات الصيد والتحضير لها من كل الجوانب التي تولي الصقور اهتماماً بيطرياً وجسدياً ولياقةً، وتتضمن بطولة اصفري مسابقات الطلع والدعو، التي تكون فيها المنافسة على عشرة مراكز فائزة.

### معزاب القناص الصغير
اهتمت جمعية القناص بإقامة معسكر معزاب القناص الصغير كإحدى الفعاليات السنوية الموجهة نحو فئة الجيل الناشئ لتعزز في نفوس النشء من الأبناء القيم الروحية والتربوية وثقافة الأصالة بالموروث الشعبي وتقديرها كما تحرص الجمعية على الاستثمار الإيجابي لوقت الفراغ عند الناشئة بتوجيههم نحو احترام العادات والتقاليد العربية الأصيلة وإكسابهم مهارات في التعامل مع معطيات التراث الشعبي في ممارسة هواية المقناص باستخدام الصقور وركوب الخيل والإبل والتعامل مع السلوقي.

### البطولة الدولية لهدد السلوقي
تنظم جمعية القناص القطرية بطولة قطر الدولية لهدد السلوقي وذلك لتحقيق أهداف الجمعية من خلال توجيه الشباب للمحافظة على الهوية التراثية لهواية الصيد المتنوعية والمحافظة على السلوقي العربي والتعامل معها وتوعيتهم بأنواع وطرق القنص البري المختلفة وحماية البيئة وتطوير مهارات القنص البري بأنواع وطرق مختلفة لدى الشباب والاستثمار الإيجابي لأوقات الفراغ لدى الشباب واكتشاف المواهب المتميزة والمبدعة في مجال أنشطة الجمعية واقامة الفعاليات الوطنية والخليجية والعربية والدولية والمشاركة في مثل هذه الانشطة وعقد الندوات التعريفية والتوعوية بالموروث الشعبي في مجال القنص البري.

## مقر الجمعية

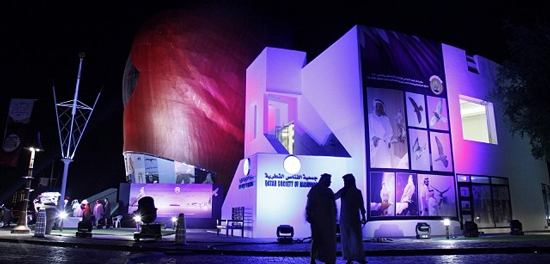
مبنى جمعية القناص القطرية في كتارا

يقع مقر الجمعية في المؤسسة العامة للحي الثقافي كتارا. ويعد مبنى الجمعية من أبرز معالم كتارا، نظرا لتصميمه المستوحى من برقع الصقور، وجذب عددا كبيرا من المصورين المشهورين، واعتبرته صحيفة التيليغراف البريطانية وجهة ضرورية لزائري قطر، كما اختاره موقع TripAdvisor العالمي المتخصص بالسياحة والسفر من المعالم السياحية التي ينبغي زيارتها في الدوحة ووضعته في المرتبة الخامسة لأشهر 58 معلم في الدوحة.
ويتضمن مقر الجمعية على معرض نادر للمحنطات، يتشمل على أهم الأنواع البرية التي تعيش في البيئة القطرية. كما يشمل المقر قاعة للمحاضرات والدروس مخصص لاستضافة المهتمين بالصقارة.

## قائمة المراجع
1. ↑  "Al Gannas Association – A Cultural association for hunters in KataraKatara" [en]. مؤرشف من الأصل في 2015-12-27. اطلع عليه بتاريخ 2020-01-03.
2. ↑  الشرق - بالصور.. بان كي مون يشيد بدور جمعية القناص في إحياء التراث نسخة محفوظة 13 يناير 2016 على موقع واي باك مشين.
3. ↑  الشرق - رئيس وزراء رومانيا يزور "كتارا" نسخة محفوظة 08 ديسمبر 2015 على موقع واي باك مشين.
4. ↑  قـنـــا | وفد سفينة السلام اليابانية يزور "كتارا"[وصلة مكسورة]
5. ↑   https://web.archive.org/web/20111114122315/http://www.unesco.org/culture/ich/doc/download.php?versionID=04566. مؤرشف من الأصل في 2011-11-14. {{استشهاد ويب}}: الوسيط |title= غير موجود أو فارغ (مساعدة)
6. ↑  Raptorshttp://www.sakerfalcon.org/data/00063/STF_SakerGAP_Flagship_Project_Proposal_-_Portal_635578783460386566.pdf نسخة محفوظة 2015-12-08 على موقع واي باك مشين.
7. ↑  انطلاق مهرجان الصقور والصيد غداً نسخة محفوظة 08 ديسمبر 2015 على موقع واي باك مشين.
8. ↑  الشرق - بالصور.. الشيخ جوعان يتوّج الفائزين في مهرجان قطر للصقور والصيد نسخة محفوظة 05 مارس 2016 على موقع واي باك مشين.
9. ↑  Middle East Falcon Research Group. Falcon Journal Issue No. 43 Spring 2014 ISSN 1608-1544, UKhttp://www.mefrg.org/images/falco/falco43.pdf نسخة محفوظة 2015-12-08 على موقع واي باك مشين.
10. ↑  Pursuit Falconry Magazine - March 2014http://issuu.com/pursuit_falconry_magazine/docs/pursuit-march نسخة محفوظة 2016-03-27 على موقع واي باك مشين.
11. ↑  انطلاق مؤتمر قطر الأول لبيطرة الصقور .. الخميس نسخة محفوظة 05 مارس 2016 على موقع واي باك مشين.
12. ↑   https://web.archive.org/web/20150925062121/http://www.iaf.org/download/veterinary/Proceedings_Doha_Veterinary_Conference.pdf. مؤرشف من الأصل (PDF) في 2015-09-25. {{استشهاد ويب}}: الوسيط |title= غير موجود أو فارغ (مساعدة)
13. ↑  Doha 2014 - 45th IAF Council of Delegates - Home نسخة محفوظة 6 مارس 2016 على موقع واي باك مشين.
14. ↑  International Association for Falconry and Conservation of Birds of Prey - News نسخة محفوظة 09 فبراير 2018 على موقع واي باك مشين.
15. ↑  جمعية القنّاص القطرية تشارك في مهرجان العرائش للمرة الرابعة [وصلة مكسورة] نسخة محفوظة 08 ديسمبر 2015 على موقع واي باك مشين.
16. ↑  African News Agency http://africanewsagency.co.uk/news_details.php?nid=13277
نسخة محفوظة 2016-03-05 على موقع واي باك مشين.
17. ↑  حمدان بن زايد يفتتح معرض أبوظبي للصيد والفروسية - جريدة الاتحاد نسخة محفوظة 06 مارس 2016 على موقع واي باك مشين.
18. 1 2 3 4 5 6  "Algannas / Qatari Society of Al-Gannas" [en-US] (بالإنجليزية الأمريكية). Archived from the original on 2018-10-23. Retrieved 2020-01-03.
19. ↑  Ministry of Culture, Arts and Heritage in Qatar

http://www.moc.gov.qa/English/news/Pages/The-opening-of-the-little-falconer%E2%80%99s-camp--.aspx
نسخة محفوظة 2016-03-04 على موقع واي باك مشين.
20. ↑  Falcon's Hood, Katara Cultural Village, Qatar, 2013 نسخة محفوظة 22 فبراير 2016 على موقع واي باك مشين.
21. ↑  Qatar: free things to do - Telegraph نسخة محفوظة 22 يناير 2016 على موقع واي باك مشين.
22. ↑  Model of Falcon Cap - Picture of Katara Cultural Village, Doha - TripAdvisor نسخة محفوظة 30 يونيو 2016 على موقع واي باك مشين.